# Put tamjana
Put tamjana koji vodi od južne Arabije do sredozemlja jedan je od najstarijih trgovačkih putova na svijetu.
Ovim putem prenošen je tamjan iz tzv. Zemlje tamjana (pokrajina Dhofar u današnjem Omanu) preko Jemena, Asira i Hedžaza (Asir i Hedžaz su pokrajine u današnjoj Saudijskoj Arabiji uz ili u blizini Crvenog mora) do Gaze, luke na Sredozemnom moru, i do Damaska. Na ovom karavanskom putu važna trgovačka središta bili su Šabva, Sana, Medina i Petra, a gradovi na putu tamjana u pustinji Negev su UNESCO-ova svjetska baština u Izraelu.

## Značenje tamjana
Osušena smola tamjanovog drveta (Boswellia sacra) kod paljenja razvija aromatski mirisan dim. U medicini se od davnina koristi kao sredstvo za dezinficiranje i suzbijanje upala. I danas je cijenjen u medicini izvan Europe kao i u liječenju prirodnim tvarima.
Pored toga, tamjan se koristio i još uvijek se koristi u religioznim obredima, u katoličkoj i pravoslavnoj crkvi. U hramovima gotovo svih religija antičkog svijeta smatrao se posebno vrijednom žrtvom.

## Početci i procvat
Put tamjana postao od Zemlje tamjana preko pustinje je moguć tek s domesticiranjem dromedara sredinom 2. tisućljeća pr. Kr. Korištenje dromedara za prijenos tereta smanjilo je ovisnost karavana od mjesta s vodom u pustinji.
Pored tamjana, ovim karavanskim putom do Palestine i Sirije stizali su iz Indije i začini i drago kamenje. Kod Petre, sjeverno od Akapskog zaljeva, put se dijelio u dva pravca. Sjeverni pravac završavao je u Gazi, dok je istočni pravac vodio do Damaska. Izvještaji antičkih autora bilježe, da je karavana dromedara trebala 100 dana putovanja da prijeđe 3400 km dug put od Dhofara do Gaze.
Put tamjana vjerojatno je prvi put korišten u 10. stoljeću pr. Kr. No, do punog razvoja dolazi tek nakon nastajanja južnoarabijskih kraljevstava Saba, Kataban, Hadramaut i Main u 8. stoljeću pr. Kr. Velike potrebe za tamjanom radi korištenja u kultnim obredima u području oko Sredozemnog mora dovela je od 5. stoljeća pr. Kr. do procvata trgovine tamjanom kao i gradova i državica koje su se nalazile na tom putu. Na prijelazu u novu eru Rimsko Carstvo je, od procijenjene godišnje proizvodnje od 2.500 do 3.000 tona, trošilo oko 1.500 tona tamjana. Tada su zemlju odakle je dopremana ova skupocjena sirovina Rimljani nazvali Arabia felix - sretna Arabija.

## Gubitak značenja
Kratko vrijeme ranije već je put tamjana počeo gubiti na značenju. Ptolomejski vladari Egipta otvorili su u 1. stoljeću pr. n. e. pomorski put kroz Crveno more. Tako su se mogli uključiti u trgovanje tamjanom, no i izbjeći visoke carine i druga davanja koje su se plaćale na kopnenom putu.
Time nije samo stari karavanski put izgubio na značenju. Antička arapska kraljevstva na taj način postupno su izgubila svoju gospodarsku osnovu, što je dovelo do uspona Himjarita u Jemenu. Oni su se snažnije oslanjali na poljoprivredu u klimatski povoljnijim brdovitim predjelima i kontrolu pomorske trgovine.
Pobjednički put Islama od 7. stoljeća bio je još jedan težak udarac za trgovački put. Istina, i islamska medicina je koristila tamjan, ali nije korišten u religijskim obredima u džamijama. Put tamjana potpuno je izgubio svako značenje otkrićem pomorskog puta za Indiju i portugalskim organiziranjem puta začina u 16. stoljeću.

## Antička mjesta na putu tamjana
| - Šabva - Sana - Oaza Taima - Medina | - Petra - Damask - Gradovi na putu tamjana u pustinji Negev (Avdat, Haluza, Mamšit i Šivta) - Gaza (grad) |